# Fleckschwanz-Nachtschwalbe
Die Fleckschwanz-Nachtschwalbe (Antiurus maculicaudus, Syn.: Hydropsalis maculicaudus, Caprimulgus maculicaudus) ist eine Vogelart aus der Familie der Nachtschwalben (Caprimulgidae).
Sie kommt verstreut in Bolivien, Brasilien, den Guyanas, Kolumbien, Mexiko, Paraguay, Peru und Suriname vor sowie im Nordosten Argentiniens.
Ihr Verbreitungsgebiet umfasst trockenes subtropisches oder tropisches und zeitweise feuchtes oder überflutetes Grasland bis 300 m Höhe.

## Beschreibung
Die Fleckschwanz-Nachtschwalbe ist 19–22 cm groß, das Männchen wiegt zwischen 28 und 35 g, das Weibchen zwischen 26 und 39 g. Die Oberseite ist braun oder graubraun, der Scheitel schwarzbraun mit gelbbraunen Flecken. Die Flügel sind dunkler, die Brust gesprenkelt, Bauch bis Bürzel gelbbraun. Der Schwanz ist ziemlich eckig mit weißer Flügelbinde und weißen Flecken.

## Stimme
Der Ruf des Männchens wird als wiederholtes, hohes t-seet beschrieben mit verschiedenen Tönen, meist von einem Ansitz aus gerufen.

## Lebensweise

Verbreitung der Fleckschwanz-Nachtschwalbe:
Brutgebiete
Ganzjähriges Vorkommen

Die Nahrung besteht aus Käfern, Fliegen, Nachtfaltern, Heuschrecken und Libellen, die vom Erdboden auffliegend erbeutet werden.
Die Brutzeit liegt in Mexiko zwischen Ende März und Juli, in Suriname zwischen Oktober und Januar und in Kolumbien wohl zwischen Ende Februar und Mai.

## Etymologie und Forschungsgeschichte
Die Erstbeschreibung der Fleckschwanz-Nachtschwalbe erfolgte 1862 durch George Newbold Lawrence unter dem wissenschaftlichen Namen Stenopsis maculicaudus. Als Typusexemplar wurde von Dr. Adolph von Schulte Buckow in Pará Brasilien an. Lange wurde sie unter den Gattungen Caprimulgus Linnaeus, 1758 und Hydropsalis Wagler, 1832 geführt. Erst 2023 wurde sie durch Thiago Vernaschi Vieira da Costa, Paul van Els, Michael James Braun, Bret Meyers Whitney, Nigel Cleere, Snorri Sigurðsson und Luís Fábio Silveira wieder der Gattung Antiurus zugeschlagen. 1912 führte Robert Ridgway die neue Gattung Antiurus für die Fleckschwanz-Nachtschwalbe ein. Der Begriff Antiurus ist in Wortgebilde aus altgriechisch αντιος antios, deutsch ‚unterschiedllich‘ und altgriechisch ουρα oura, deutsch ‚Schwanz‘. Der Artname maculicaudus hat seinen Ursprung in lateinisch macula ‚Fleck‘ und lateinisch cauda ‚Schwanz‘. Stenopsis platura Pelzeln, 1867 und Antiurus maculicaudatus romainei Carriker, Jr. werden heute als Synonym zur Nominatform betrachtet. Romainei ist Carrikers Sohn Melbourne Romaine Carriker (1915–2007) gewidmet. Platura ist von altgriechisch πλατη platē, deutsch ‚Ruder, Blatt, Lappen, Fächer‘ und altgriechisch -ουρος, ουρα -ouros, oura, deutsch ‚-schwänzig, Schwanz‘. Hydropsalis ist ein Wortgebilde aus altgriechisch ὑδρο, ὑδωρ, ὑδατος hydro-, hydōr, hydatos, deutsch ‚-wässrig, Wasser‘ und altgriechisch ψαλις, ψαλιδος psalis, psalidos, deutsch ‚-Schere‘.

## Gefährdungssituation
Die Fleckschwanz-Nachtschwalbe gilt als „nicht gefährdet“ (least concern).